# Gisela Widmer
Gisela Widmer (* 12. November 1958 in Luzern) ist eine Schweizer Schriftstellerin, Theaterautorin und Kolumnistin, die auch als Journalistin tätig war.

## Leben
Bekannt geworden ist Gisela Widmer als Kolumnistin des Magazins des Tages-Anzeigers und als Grossbritannien-Korrespondentin, unter anderem für Schweizer Radio DRS. Zwischen 1998 und 2010 kommentierte sie das Zeitgeschehen regelmässig in der Satire-Sendung Zytlupe auf Radio DRS. 
Im Jahr 2001 verabschiedete sich Gisela Widmer vom Journalismus und kehrte nach Luzern zurück, wo sie seither als freischaffende Autorin und als Dozentin lebt. Sie schreibt Theaterstücke sowohl für Profi- wie auch für Amateurbühnen. Mit ihren satirischen Texten tritt Gisela Widmer auch selber auf. Zudem doziert sie an der Schweizer Journalistenschule MAZ in Luzern Satire und Kreatives Schreiben.
Im Jahr 2000 wurde sie mit dem Zentralschweizer Publikumspreis für Literatur ausgezeichnet, 2008 mit dem Medienpreis der SRG SSR idée suisse Zentralschweiz.

## Werke

### Bücher
- Liebesgrund. Sieben Erzählungen zu Liebe und Zeit, Zytglogge, Oberhofen 2004, ISBN 3-7296-0675-1
- Heute keine Annahme von Streicheleinheiten. Kolumnen, Zytglogge, Gümligen 2000, ISBN 3-7296-0605-0
- Wir möchten selber einen Hund haben und selber von ihm gebissen werden. Gesammelte Kolumnen, Zytglogge, Gümligen 1997, ISBN 3-7296-0554-2
- Die Fünfte Kolumne. Gesammelte Kolumnen aus der Wochenendbeilage «Das Magazin», Zytglogge, Gümligen 1994, ISBN 3-7296-0493-7.
- Clara Wendel. Gaunerweib und Flammenzauberblick. Eine Erzählung, Limmat Verlag, Zürich 1983, ISBN 3-85791-074-7

### Hörbücher
- Zytlupe. Das zweite beste Dutzend aus der gleichnamigen Satiresendung, Hörbuch-CD, ((Christoph Merian Verlag)), Basel 2009
- Zytlupe. Das beste Dutzend aus der gleichnamigen Satiresendung, Hörbuch-CD, Christoph Merian Verlag, Basel 2007, ISBN 978-3-85616-315-0
- Wort- und Stimmbrüche, Hörbuch-CD mit Gesangsimprovisationen von Agnes Hunger, Zytglogge, Gümligen 2002, ISBN 3-7296-4083-6

### Theaterstücke
- Seegang, Theatergruppe Chärnehus Einsiedeln, 2015
- Tyyfelsbrigg, Freilichtspiele Andermatt 2013
- Big Bang Brunnen, ein Spektakel, 2013
- Romeo und Julia nach William Shakespeare, Luzerner Freilichtspiele 2011, Elgg Theaterverlag Belp
- Biedermanns.umgezogen – Eine Satire auf die Islamdebatte, Luzerner Theater, 2011, Kaiser Verlag Wien
- Grand Hotel Excelsior, Theaterproduktion Brunnen 2010, Elgg Theaterverlag Belp
- Dr. Faustus, nach Christopher Marlowe, Luzerner Freilichtspiele 2009, Elgg Theaterverlag Belp
- Notglück, eine tragische Komödie für zwei Personen, Theaterproduktion Annette Windlin, 2008, Dreimaskenverlag München
- Ein Luzerner Sommernachtstraum, Luzerner Freilichtspiele 2007, Elgg Theaterverlag Belp
- Atoll. Groteske für fünf Personen, Luzerner Theater, 2006, Dreimaskenverlag München
- Guet Nacht am Sächsi. Theatralische Installation, Kulturentheater Emmenweid, 2006
- S'Busewunder vo Einsiidle, Schwank, Auftragswerk Theatergruppe Chärnehuus, 2005
- Clara Wendel, Stadttheater Luzern, 1983